# Paul Meyer (Jurist, 1844)
Paul Simon Meyer (* 18. Mai 1844 in Berlin; † 18. Dezember 1925 ebenda) war ein deutscher Jurist und Eisenbahnbeamter.

## Leben

### Herkunft
Paul Meyer entstammte einer jüdischen Familie und war ein Sohn des späteren Berliner Stadtrates und Stadtältesten Moritz Meyer (1811–1869), welcher über seinen Nachlass die Einrichtung der Hochschule für die Wissenschaft des Judentums ermöglichte, und Nanny, Tochter des Bankiers Alexis Meyer (1787–1869).

### Werdegang
Paul Meyer studierte Rechtswissenschaften und promovierte, bevor er Gerichtsassessor wurde. 1875 wurde er in die Staatseisenbahnverwaltung übernommen, Regierungsassessor und kam zur Eisenbahndirektion Kassel. 1878 wurde er zum Direktionsmitglied der Königliche Direktion der Ostbahn ernannt und erhielt zusätzlich die Mitgliedschaft in der Königlichen Eisenbahnkommission in Berlin.
1880 kam er aus Breslau als Hilfsarbeiter zur Eisenbahndirektion nach Köln. Am 18. Januar 1895 wurde er als Regierungsrat mit dem Roten Adlerorden 4. Klasse ausgezeichnet. Im gleichen Jahr wurde er zum Oberregierungsrat befördert und wurde stellvertretender Direktor der Eisenbahndirektion Münster. Diese Entscheidung wurde u. a. durch die konservative Kreuzzeitung antisemitisch kommentiert.
Er wechselte später zur Eisenbahndirektion nach Köln und Elberfeld. Von 1901 bis 1907 war er stellvertretender Präsident der Eisenbahndirektion Frankfurt am Main und war damit der erste preußisch-jüdische Beamte, der diesen Rang im preußischen Staatsdienst erreichte. 1907 ging er in den Ruhestand.
Neben Felix Bamberg (1820–1893), Wilhelm Cahn (1839–1920) und Georg Eger (1848–1914) war er einer der ganz wenigen jüdischen Beamten, denen im deutschen Kaiserreich der Aufstieg in die höhere preußischen Staatsverwaltung und den Reichsdienst gelang.

### Engagement und Familie
Paul Meyer engagierte sich nach dem Tod seines Vaters 1869 gemeinsam mit seiner Frau Helene, geb. Speyer (1857–1898), für die Gründung der Hochschule für die Wissenschaft des Judentums und war später dort Kurator. 1922 war er im Kuratorium Stellvertreter des Vorsitzenden Albert Mosse.
Er war Vater des späteren Rechtswissenschaftlers und Hochschullehrers Alex Meyer, des späteren Diplomaten Richard Meyer und von Else von Schlitz, geb. Meyer. Mit seiner Frau ist er in einem Doppelgrab auf dem jüdischen Friedhof in der Schönhauser Allee in Berlin begraben.